# Суперкубок Ірану з футболу 2023
Суперкубок Ірану з футболу 2023  — 9-й розіграш турніру. Клуб Персеполіс був переможцем  чемпіонату Ірану та володарем кубка Ірану сезону 2022-23 років. З огляду на це Федерація футболу Ісламської Республіки Іран оголосила, що переможцем Суперкубка Ірану 2023 є Персеполіс.
| Володар Суперкубка Ірану 2023 |
| ----------------------------- |
|                               |
| Персеполіс П'ятий титул       |